# 線型微分方程式
線形微分方程式（せんけいびぶんほうていしき、英: linear differential equation）は、微分を用いた線形作用素（線型微分作用素）L と未知関数 y と既知関数 b を用いて
Ly = b
の形に書かれる微分方程式のこと。

## 概要
線型微分方程式
{\displaystyle Ly=b}
は、b ≠ 0 の場合、2 つの解 s1, s2 を任意に取り、その差 d = s1 − s2 を考えると、L が線型作用素であることから
{\displaystyle {\begin{aligned}Ld&=L\left(s_{1}-s_{2}\right)\\&=Ls_{1}-Ls_{2}\\&=b-b\\&=0\end{aligned}}}
となり、b = 0 の場合に帰着する。この b = 0 の場合の線型微分方程式は（もとの方程式に属する）斉次あるいは同次な (homogeneous)方程式と呼ばれる。s1 = d + s2 であることを考えれば線型微分方程式 Ly = b のすべての解は Ly = b の特殊解と、元の方程式に対応する斉次方程式
{\displaystyle Ly=0}
の解の和となる。したがって、線型微分方程式を解くことは特殊解を見つける問題と、斉次方程式を解く問題に分けることができる。また、L が線型作用素であることから、斉次方程式の解は線型性を持ち、解同士の和や、解の定数倍も解になる。
関数の代わりに数列を（同時に、微分の代わりに差分を）考えると、類似の概念として漸化式（差分方程式）を捉えることができる（離散化）。線型差分方程式と線型微分方程式の間で、特性方程式を用いる解法など、いくつかの手法を共通に用いることができる。

## 定義

### 高階単独型
x の関数 y の高階微分 d jy/dx j および、可微分関数 aj(x) (1 ≤ j ≤ n), b(x) により
{\displaystyle {\frac {d^{n}y}{dx^{n}}}+a_{n-1}(x){\frac {d^{n-1}y}{dx^{n-1}}}+\cdots +a_{1}(x)y=b(x)}
で表される微分方程式を単独高階型の線型微分方程式という。b = 0 であるとき斉次あるといい、
{\displaystyle {\frac {d^{n}y}{dx^{n}}}+a_{n-1}(x){\frac {d^{n-1}y}{dx^{n-1}}}+\cdots +a_{1}(x)y=0}
を元の方程式に属する斉次方程式という。
微分作用素 L(d/dx) を
{\displaystyle L\left({\frac {d}{dx}}\right)={\frac {d^{n}}{dx^{n}}}+a_{n-1}(x){\frac {d^{n-1}}{dx^{n-1}}}+\cdots +a_{1}(x)}
で定めると、未知関数 y への作用 L(d/dx)y は y に関して線型性を持つ。
{\displaystyle {\begin{aligned}&L\left({\frac {d}{dx}}\right)\left(y_{1}(x)+y_{2}(x)\right)=L\left({\frac {d}{dx}}\right)y_{1}(x)+L\left({\frac {d}{dx}}\right)y_{2}(x),\\&L\left({\frac {d}{dx}}\right)\lambda y(x)=\lambda L\left({\frac {d}{dx}}\right)y(x).\end{aligned}}}

### 1 階連立型
各成分が変数 x の（適当な階数の）可微分関数である n 次元縦ベクトル y(x), m 次元縦ベクトル b(x) および m × n 行列 A(x) に対し、
{\displaystyle {\frac {d\mathbf {y} }{dx}}=A(x)\mathbf {y} +\mathbf {b} }
で定義される微分方程式系を、A(x) を係数行列 (coefficient matrix) とする 1 階連立型線型微分方程式などと呼ぶ。
b(x) = 0 (for all x) である場合、方程式は斉次であるといい、 
{\displaystyle {\frac {d\mathbf {y} }{dx}}=A(x)\mathbf {y} }
を元の方程式に属する斉次方程式という。右辺の A(x)y は y に関して線型性を持つ。
{\displaystyle {\begin{aligned}&A(x)\left(\mathbf {y} _{1}(x)+\mathbf {y} _{2}(x)\right)=A(x)\mathbf {y} _{1}(x)+A(x)\mathbf {y} _{2}(x),\\&A(x)\lambda \mathbf {y} (x)=\lambda A(x)\mathbf {y} (x).\end{aligned}}}
高階単独型線型微分方程式は、変換
{\displaystyle y_{i}:={\frac {d^{i-1}y}{dx^{i-1}}},\qquad i=1,2,\dots ,n.}
により 1 階連立型の線型微分方程式に変形できる。従って、1 階連立型の線型微分方程式について成り立つ性質は、そのまま高階単独型の線型微分方程式にも適用できる。

## 解と解空間

### 基本解
斉次な線型微分方程式に対し、関数の集合 B = {y1(x), y2(x), ..., yn(x)} がその微分方程式の解空間の基底となるならば、B に属する関数 yj(x) (j = 1, 2, ..., n) のことを、その微分方程式の基本解という。つまり、斉次な線型微分方程式の一般解はすべて基本解の線型結合として得られる。また、一般の線型微分方程式では、その方程式の 1 つの特殊解と、その方程式に属する斉次方程式の一般解の線型結合が一般解を与える。

### ロンスキー行列式
斉次方程式の解としていくつかの関数が得られたとき、特に係数行列の形が n × n 成分の正方行列で、n 個の解 y1(x), y2(x), ..., yn(x) が得られたとき、それが基本解であるかどうかは次の行列式
{\displaystyle W(x)={\begin{vmatrix}y_{11}(x)&y_{12}(x)&\cdots &y_{1n}(x)\\y_{21}(x)&y_{22}(x)&\cdots &y_{2n}(x)\\\vdots &\vdots &\ddots &\vdots \\y_{n1}(x)&y_{n2}(x)&\cdots &y_{nn}(x)\end{vmatrix}}\quad (\mathbf {y} _{j}(x)={\begin{pmatrix}y_{1j}(x)\\y_{2j}(x)\\\vdots \\y_{nj}(x)\end{pmatrix}})}
が常に 0 でないことを確認することによって判定できる（実際には任意の 1 点で 0 でないといえば十分である）。
また、単独高階型の場合には、既に述べた方法でこれを 1 階連立型に帰着すると、解は yj = (yj, dyj/dx, ..., d n−1yj/dx n−1) の形で出てくるから、上の行列式は次のように書き換えられる:
{\displaystyle W(x)={\begin{vmatrix}y_{1}&y_{2}&\cdots &y_{n}\\[5pt]{\cfrac {dy_{1}}{dx}}&{\cfrac {dy_{2}}{dx}}&\cdots &{\cfrac {dy_{n}}{dx}}\\[5pt]\vdots &\vdots &\ddots &\vdots \\[3pt]{\cfrac {d^{n-1}y_{1}}{dx^{n-1}}}&{\cfrac {d^{n-1}y_{2}}{dx^{n-1}}}&\cdots &{\cfrac {d^{n-1}y_{n}}{dx^{n-1}}}\end{vmatrix}}.}
これをロンスキー行列式 (Wronski determinant) またはロンスキアン (Wronskian) という。

## 定数係数の斉次常微分方程式の解法
ak を既知の定数とする斉次線型常微分方程式
{\displaystyle {\frac {d^{n}y}{dx^{n}}}+a_{n-1}{\frac {d^{n-1}y}{dx^{n-1}}}+\cdots +a_{0}y=0}
の左辺に対し、各 d ky/dx k を tk に置き換えて得られる多項式
{\displaystyle F(t)=\sum _{k=0}^{n}a_{k}t^{k}=t^{n}+a_{n-1}t^{n-1}+\dots +a_{0}}
をこの常微分方程式の特性多項式 (characteristic polynomial)、更に t の代数方程式 F(t) = 0 をこの常微分方程式の特性方程式 (characteristic equation) という。
ω を代数方程式 F(t) = 0 の根とすれば、指数関数 exp(ωx) は d kexp(ωx)/dx k = ωkexp(ωx) を満たすから、
{\displaystyle F\left({\frac {d}{dx}}\right){\rm {exp}}(\omega x)=F(\omega ){\rm {exp}}(\omega x)=0}
となり、y = exp(ωx) は元の常微分方程式の解である。ただし、f (d/dx) は、多項式 f (t) の tk を d k/dx k に置き換えた微分作用素である。
特性多項式 F(t) が重根を持たなければ、線型代数学でよく知られた事実により集合 {exp(ωx) | ω は F(t) の根} は元の常微分方程式の解を生成する。重根を持つならば xexp(ωx) などがさらに必要となる。

## 関数係数の斉次常微分方程式の解法
1960年以降の研究で，定数係数ではない関数係数の斉次常微分方程式の解法が報告されている。
主に，求積法による解法が多く、2 階線型常微分方程式をはじめ、多くの非線型常微分方程式がある。
これらの中に、一般の陰関数型の常微分方程式があるので、この陰関数型の関数に線型の関数型を与えれば、線型の常微分方程式が得られる。